# Хроника Альбельды
Хроника Альбельды (лат. Chronicon Albeldense) — написанное неизвестным автором на латинском языке при астурийском короле Альфонсо III (866—910) историческое сочинение. Названа по Вигиланскому (Альбельденскому) кодексу, в составе которого эта хроника сохранилась. Содержит важные сведения по истории Испании времён мусульманского завоевания и начального периода Реконкисты.

## Издания
- M. Gomez Moreno. Las primeras crónicas. Madrid. 1932.

## Переводы на русский язык
- Хроника Альбельды (перевод Дьяконова И. В.)
- Хроника Альбельды. Гл. 77—86 (перевод С. Железнова на сайте Восточная литература)